# Supersypnoides cyanivitta
Supersypnoides cyanivitta là một loài bướm đêm trong họ Noctuidae.